# Infralapsarianizm
Infralapsarianizm (od łac. infra – „po” i lapsus – „upadek”; „po upadku”) – jest w chrześcijańskiej teologii reformowanej, jednym z dwóch możliwych i ortodoksyjnych (obok supralapsarianizmu) poglądów doktrynalnych odnośnie do teoretycznej kolejności Bożych postanowień podejmowanych przed założeniem świata w kwestii predestynacji.
W odróżnieniu od supralapsarianizmu jest poglądem mniej radykalnym, choć nadal pozostaje doktryną ortodoksyjną z reformowanego punktu widzenia. Głosi, iż postanowienie Boże dotyczące suwerennego wyboru i predestynacji jednych ludzi do zbawienia, a innych na potępienie zostało przez Boga powzięte dopiero po wydaniu postanowienia dopuszczającego ich upadek.
A zatem pierwszym i ostatecznym celem Boga jest wywyższenie siebie bardziej przez stworzenie świata i ludzi, a dopiero w następnej kolejności przez przeznaczenie jednych do zbawienia, a innych na potępienie.
Infralapsarianinem był m.in. Jan Kalwin (wbrew temu Karl Barth dostrzega w nim tendencję do supralapsarianizmu) oraz François Turretin.

## Teoretyczna kolejność Bożych dekretów według infralapsarian
1. Postanowienie Boże o stworzeniu świata i ludzkości.
2. Postanowienie Boże o dopuszczeniu do upadku ludzkich istot w grzech.
3. Postanowienie Boże o przeznaczeniu niektórych stworzeń do zbawienia i życia wiecznego, a innych stworzeń do potępienia.
4. Postanowienie Boże o zapewnieniu środków zbawienia dla uprzednio wybranych.
5. Postanowienie Boże o zastosowaniu zbawienia wobec wybranych i pozostawieniu potępionych ich własnemu losowi.